# Magny-les-Hameaux
Magny-les-Hameaux est une commune française située dans le département des Yvelines en région Île-de-France, située à 27 km au sud-ouest de Paris.

## Géographie

### Situation
La commune est située à environ 12 km au sud-sud-ouest de Versailles et à 23 km au nord-est de Rambouillet.

### Hydrographie
La commune est arrosée par la rivière la Mérantaise.

### Communes limitrophes
Les communes sont : Montigny-le-Bretonneux, Voisins-le-Bretonneux, Trappes et Guyancourt au nord, Châteaufort à l'est, Milon-la-Chapelle et Saint-Rémy-lès-Chevreuse au sud et Saint-Lambert à l'ouest, ainsi que Villiers-le Bâcle au sud-est.

### Climat
Pour des articles plus généraux, voir Climat de l'Île-de-France et Climat des Yvelines.
En 2010, le climat de la commune est de type climat océanique dégradé des plaines du Centre et du Nord, selon une étude du CNRS s'appuyant sur une série de données couvrant la période 1971-2000. En 2020, Météo-France publie une typologie des climats de la France métropolitaine dans laquelle la commune est exposée à un climat océanique altéré et est dans la région climatique  Sud-ouest du bassin Parisien, caractérisée par une faible pluviométrie, notamment au printemps (120 à 150 mm) et un hiver froid (3,5 °C). 
Pour la période 1971-2000, la température annuelle moyenne est de 10,8 °C, avec une amplitude thermique annuelle de 14,9 °C. Le cumul annuel moyen de précipitations est de 692 mm, avec 11,1 jours de précipitations en janvier et 7,9 jours en juillet. Pour la période 1991-2020, la température moyenne annuelle observée sur la station météorologique la plus proche, située sur la commune de Toussus-le-Noble à 3 km à vol d'oiseau, est de 11,5 °C et le cumul annuel moyen de précipitations est de 677,0 mm,. Pour l'avenir, les paramètres climatiques de la commune estimés pour 2050 selon différents scénarios d'émission de gaz à effet de serre sont consultables sur un site dédié publié par Météo-France en novembre 2022.
| Mois                                  | jan.             | fév.             | mars           | avril           | mai           | juin           | jui.           | août          | sep.           | oct.            | nov.             | déc.           | année      |
| ------------------------------------- | ---------------- | ---------------- | -------------- | --------------- | ------------- | -------------- | -------------- | ------------- | -------------- | --------------- | ---------------- | -------------- | ---------- |
| Température minimale moyenne (°C)     | 1,6              | 1,4              | 3,5            | 5,5             | 8,9           | 12,1           | 13,9           | 13,6          | 10,6           | 8               | 4,5              | 2,1            | 7,1        |
| Température moyenne (°C)              | 4,2              | 4,7              | 7,8            | 10,6            | 14,1          | 17,4           | 19,6           | 19,4          | 15,8           | 11,9            | 7,4              | 4,6            | 11,5       |
| Température maximale moyenne (°C)     | 6,7              | 8                | 12,1           | 15,8            | 19,3          | 22,8           | 25,2           | 25,2          | 21             | 15,9            | 10,4             | 7,1            | 15,8       |
| Record de froid (°C) date du record   | −17,4 17.01.1985 | −12,8 07.02.1991 | −10,2 13.03.13 | −5,1 12.04.1986 | −2 03.05.1967 | 1,6 04.06.1991 | 4,9 09.07.1965 | 4,7 21.08.14  | 1,1 30.09.1995 | −4,2 30.10.1985 | −11,3 30.11.1969 | −14 31.12.1970 | −17,4 1985 |
| Record de chaleur (°C) date du record | 15,1 28.01.02    | 21,1 27.02.19    | 25,1 31.03.21  | 28,3 20.04.18   | 31,7 27.05.05 | 37,5 21.06.17  | 40,8 25.07.19  | 39,3 12.08.03 | 35,1 09.09.23  | 29,8 01.10.1985 | 20,7 01.11.14    | 16,7 07.12.00  | 40,8 2019  |
| Précipitations (mm)                   | 55,3             | 46,9             | 49,5           | 49,6            | 68,2          | 55,4           | 53,3           | 58,2          | 52,1           | 61,3            | 60,8             | 66,4           | 677        |

## Urbanisme

### Typologie
Au 1er janvier 2024, Magny-les-Hameaux est catégorisée centre urbain intermédiaire, selon la nouvelle grille communale de densité à sept niveaux définie par l'Insee en 2022.
Elle appartient à l'unité urbaine de Paris, une agglomération inter-départementale regroupant 407  communes, dont elle est une commune de la banlieue,,. Par ailleurs la commune fait partie de l'aire d'attraction de Paris, dont elle est une commune de la couronne,. Cette aire regroupe 1 929 communes,.

### Occupation des sols
Le tableau ci-dessous présente l'occupation des sols de la commune en 2018, telle qu'elle ressort de la base de données européenne d’occupation biophysique des sols Corine Land Cover (CLC).
| Type d’occupation                                              | Pourcentage | Superficie (en hectares) |
| -------------------------------------------------------------- | ----------- | ------------------------ |
| Tissu urbain discontinu                                        | 12,7 %      | 211                      |
| Zones industrielles ou commerciales et installations publiques | 1,9 %       | 32                       |
| Équipements sportifs et de loisirs                             | 4,6 %       | 76                       |
| Terres arables hors périmètres d'irrigation                    | 40,0 %      | 666                      |
| Prairies et autres surfaces toujours en herbe                  | 11,6 %      | 193                      |
| Forêts de feuillus                                             | 29,2 %      | 488                      |
| Source : Corine Land Cover                                     |             |                          |

### Morphologie urbaine
Outre le village, Magny-Village, cœur historique de la commune, le territoire comprend aujourd'hui sept hameaux : le Bois des Roches, Buloyer, Romainville, Brouessy, Villeneuve, Gomberville et Magny-Village. La fusion de plusieurs anciens hameaux à la suite d'une importante politique d'urbanisation autour de l'ancien hameau de Cressely a créé le centre de gravité actuel de la commune et comporte plusieurs quartiers : le quartier de l'Hôtel de Ville (quartier récent qui lie peu à peu Cressely et Gomberville), la Croix aux Buis, le Vieux Cressely, la Chapelle Lacoste et le Buisson. Parmi les nombreux lieux-dits de la commune, on peut notamment citer la Croix du Bois, le Clos Rose, le Mérantais, Port-Royal et les 25-Arpents.
Les principaux commerces se trouvent aujourd'hui dans les quartiers de l'Hôtel de Ville, de Cressely et du Buisson ; de nombreuses entreprises sont installées dans les parcs d'activité de Gomberville, du Bois des Roches, de Magny-Mérantais et des Jeunes Bois.

#### Magny-Village
Cœur historique de la commune, il est constitué en grande majorité de maisons en pierre meulière, typiques de la région. Structuré autour de l'église Saint-Germain, il est essentiellement orienté vers la vallée de la Mérantaise, le plateau de Magny ayant été jusqu'au XVIIe siècle essentiellement marécageux.

#### Cressely
Regroupe les quartiers pavillonnaires, les commerces et services, répartis essentiellement au bord de la route de Versailles (route départementale 938). L'usage désigne le Vieux Cressely et la Chapelle Lacoste. Ces quartiers ont été construits en grande partie après la Seconde Guerre mondiale. Constitués majoritairement de maisons particulières modestes au centre de petits jardins, ils gardent un charme particulier hérité de l'époque où ils étaient les quartiers des résidences secondaires de parisiens à la recherche d'un cadre paisible, naturel et proche de Paris.

#### Quartier de l'Hôtel de Ville
Ce quartier est le nouveau centre-ville structuré autour de la mairie inaugurée en 2000. Il est composé de plusieurs lotissements (pavillons, maisons de ville, immeubles) récents (des années 1990 à aujourd'hui) et comporte une zone commerçante et de services.

#### La Croix aux Buis
Quartier résidentiel, la Croix aux Buis se confond avec le quartier de Beauplan à Saint-Rémy-lès-Chevreuse, de l'autre côté du chemin de la Chapelle. Il est séparé du quartier de l'Hôtel de Ville par la route de Port-Royal des Champs.

#### Le Buisson
Quartier créé au cours des années 1970, composé essentiellement de maisons mitoyennes et d'immeubles de moins de quatre étages, en grande partie HLM. Il comporte une zone commerçante en son centre, autour de la place du 19 mars 1962. Le Buisson a malheureusement connu une vague de violence au cours des années 2005-2006 mais est resté discret lors des émeutes de novembre 2005 (avec seulement deux voitures incendiées). L'année 2006 fut également marqué par le meurtre d'un buraliste. L'affaire avait créé une vive émotion dans la commune. Après une rénovation urbaine à la fin des années 1990 concernant les logements sociaux et les commerces de proximité, le cœur du quartier a été entièrement réaménagé (espaces verts, circulations douces, aires de jeux pour enfants et parkings) et inauguré le 6 juillet 2012.

#### Buloyer, Romainville, Brouessy et Villeneuve
Ces quatre hameaux sont parcourus d'ouest en est par la route de Port-Royal, qui serpente sur le plateau céréalier de Magny. Structurés autour de grandes fermes en meulière, ils ne se sont pas encore beaucoup étendu au-delà de leurs limites historiques et gardent donc un caractère authentique. Dans la ferme de Buloyer, ancien siège de l'établissement public d'aménagement de la ville nouvelle de Saint-Quentin-en-Yvelines, se développe aujourd'hui des associations de formation et d'insertion comme notamment un Jardin de Cocagne . La charte du parc naturel régional de la Haute Vallée de Chevreuse protège le plateau et les hameaux de l’urbanisation jusqu'en 2023.

#### Gomberville
Ce hameau s'est étendu essentiellement grâce à une zone d'activité, qui accueille de nombreuses PME. Le hameau historique (en meulière, avec notamment une ferme-pépinière) est ainsi nettement séparé de ses extensions récentes. La progression du quartier de l'hôtel de ville et l'implantation de nouvelles entreprises dans la zone d'activité réduisent peu à peu la séparation de Gomberville du cœur actuel de la commune.

#### Le Bois des Roches
Le nom de ce lieu-dit est issu de l'exploitation d'une couche de grès dans le plateau situé entre l'Orge au nord et la Renarde au sud. La dernière grande carrière du Bois-des-Roches ferma en 1945.
Seul hameau au nord-est de la Mérantaise, il n'est pas accessible par la route depuis le reste de la commune sans passer par une autre commune (Voisins-le-Bretonneux ou Châteaufort). Il comporte actuellement quelques dizaines d'habitations. Attenant à Châteaufort, il se prolonge vers Voisins-le-Bretonneux par une zone d'activités (dite de Mérantais), ainsi que le Golf national de Saint-Quentin-en-Yvelines aux deux tiers sur la commune.

### Voies de communication et transports

#### Réseau routier
Le principal axe de circulation est la route départementale 938 qui passe dans Cressely, conduit vers le nord à Châteaufort et Versailles et vers le sud à Saint-Rémy-lès-Chevreuse. La commune est traversée d'est en ouest par la route départementale 195, dite route de Port-Royal des Champs, qui commence à Cressely et dessert la majeure partie des hameaux du plateau au sud-ouest de la Mérantaise, avant de se terminer à la route départementale 91 qui traverse l'extrémité ouest de la commune et relie Magny à Voisins-le-Bretonneux et Chevreuse par Port-Royal. Sur le plateau de Toussus-le-Noble (au nord-est de la Mérantaise), la route départementale 36 dessert le hameau du Bois des Roches et les zones d'activité des Jeunes Bois et de Mérantais, les reliant à Montigny-le-Bretonneux et à Saclay.

#### Desserte ferroviaire
Les gares les plus proches sont la gare RATP de Saint-Rémy-lès-Chevreuse (train-RER B) et la gare de Saint-Quentin-en-Yvelines - Montigny-le-Bretonneux (train-RER C, train-Transilien N et U).

#### Bus
La commune est desservie par :
- les lignes 419, 437, 464, 444, 460 et 461 du réseau de bus de Saint-Quentin-en-Yvelines ;
- la ligne 262 du réseau de bus Vélizy Vallées ;
- la ligne 39-12 du réseau de bus Île-de-France Ouest.

## Toponymie
Au XIIIe siècle la paroisse, lorsqu'elle est citée en latin, on trouve Malliacum en 1204, Magneium au XIIIe siècle, puis Magniacum en 1193, Magniacum Lessard en 1626, en 1288 apparaît Magny-l'essart et en 1370 Magny-les-Hameaux. Au XVe siècle, Magnaum-Lessardi et Magnaco-Lessardi. Au XVIe siècle, la forme romane de Magny-Lessard ou Magny-Lessart  apparaît, dans les actes écrits en français. Entre le milieu du XVIe siècle jusqu'à l'époque révolutionnaire les deux noms, Magny-l'essart et Magny-les-Hameaux sont utilisés, Magny-l'essart semblant l'emporter. À partir de 1793, Magny-les-Hameaux est le seul à être employé.
Magny correspond à un archétype fréquent en France dont les formes anciennes sont du type Maniacum ou Magniacum, nom de domaine gallo-romain composé avec le suffixe -acum de propriété et le nom du propriétaire Manius « né le matin » ou Magnus « le Grand ». Ces noms latins étaient bien sûr portés par des personnages d'origine gauloise.
Le territoire de la commune comprend aujourd'hui sept hameaux[réf. nécessaire].

## Histoire
La commune est surtout marquée par l'histoire de l'abbaye de Port-Royal des Champs (à l'extrême ouest du territoire communal) qui accueillit des religieuses cisterciennes et fut un haut-lieu du jansénisme jusqu'en 1709, date de l'expulsion des religieuses par Louis XIV.

### Abbaye de Port-Royal
La commune présente encore quelques ruines de l'abbaye de Port-Royal. Au bout de la plaine de Trappes, dans un vallon retiré nommé Borroy, qui, en celtique, signifiait broussailles, et dont on fait Port-Roi, puis Port-Royal, Eudes de Sully, en 1204, avait réuni une communauté de religieuses, dotée par les plus puissants seigneurs du temps et dirigée en 1316 par Béatrix de Dreux, princesse de la maison royale ; le cloître avait été abandonné pendant les longues guerres civiles, et l'établissement, transféré à Paris, rue Saint-Jacques, lorsque, en 1630, l'abbesse Angélique Arnauld obtint que la communauté fût soustraite à l'ordre de Cîteaux et soumise à une règle nouvelle dont la base était l'adoration perpétuelle du Saint Sacrement.
Le mysticisme de la nouvelle doctrine, la réputation méritée de la fondatrice lui attirèrent de nombreux adeptes ; le couvent de Paris ne pouvant les contenir, on se souvint du vieux cloître des champs ; plusieurs pieux solitaires, presque tous parents ou admirateurs de la mère Angélique Arnauld s'y étaient retirés, pour y vivre en philosophes chrétiens dans l'étude et la méditation ; ils cédèrent les bâtiments de l'ancien monastère, qui furent réparés, à la sainte colonie de la rue Saint-Jacques, mais ils ne s'éloignèrent pas : la science et le talent de ces hommes vinrent rehausser la piété et la vertu des religieuses.Cet éclat leur devint funeste : les doctrines de Jansénius, qu'ils défendaient, furent attaquées et condamnées par le pape Clément XI. Louis XIV, guidé par les rivalités hostiles, exagéra, dans l'exécution, les rigueurs de la sentence : l'établissement fut rasé jusque dans ses fondements, et la persécution vint ajouter une nouvelle aura à la renommée de Port-Royal.
Il ne reste plus de l'abbaye que l'étang d'où sort le Rhodon, petit ruisseau qui se jette dans l'Yvette ; le moulin, le colombier, une partie des murs de clôture et des tourelles, les caves du petit palais que la duchesse de Longueville y avait fait construire, la fontaine d'Angélique Arnauld, et les fondations des murs de l'église avec la base des piliers et des colonnes. Dans un petit pavillon (XIXe) qui occupe l'emplacement du chevet de l'église, on a pieusement réuni une collection de plans, de gravures de l'ancienne abbaye, et des débris de tombes.
Du site d'origine, seuls restent debout la ferme (granges de Port-Royal), rattachée a posteriori (1709) et le bâtiment des Petites Écoles (XVIIe siècle), accueillant depuis 1962 le musée national des Granges de Port-Royal.
Depuis 2006, un groupement d'intérêt public culturel réunissant État et collectivités territoriales gère les deux sites et sert de structure juridique de gestion et de projets au musée national de Port-Royal des Champs.

## Politique et administration

### Rattachements administratifs et électoraux
Antérieurement à la loi du 10 juillet 1964, la commune faisait partie du département de Seine-et-Oise. La réorganisation de la région parisienne en 1964 fit que la commune appartient désormais au département des Yvelines et à son arrondissement de Rambouillet après un transfert administratif effectif au 1er janvier 1968.
Pour l'élection des députés, la commune fait partie depuis 1988 de la deuxième circonscription des Yvelines.
Elle faisait partie depuis 1793 du canton de Chevreuse du département de Seine-et-Oise puis des Yvelines. Dans le cadre du redécoupage cantonal de 2014 en France, la commune est désormais intégrée au canton de Maurepas.

### Intercommunalité
La commune fait partie de la ville nouvelle organisée dans le cadre de la communauté d'agglomération de Saint-Quentin-en-Yvelines.

### Liste des maires
| Période                                  | Période                                                   | Identité                   | Étiquette   | Qualité                                                                                  |
| ---------------------------------------- | --------------------------------------------------------- | -------------------------- | ----------- | ---------------------------------------------------------------------------------------- |
| Les données manquantes sont à compléter. |                                                           |                            |             |                                                                                          |
| 31 janvier 1790                          |                                                           | Sixte Nicolas Desvignes    |             |                                                                                          |
| 13 novembre 1791                         |                                                           | Jean-Charles Destournelles |             |                                                                                          |
| Novembre 1792                            |                                                           | Germain Favry              |             |                                                                                          |
| 7 pluviôse, an II (26 janvier 1794)      |                                                           | Jean David                 |             |                                                                                          |
| 22 ventôse, an III (12 mars 1795)        |                                                           | Germain Favry              |             |                                                                                          |
| Mai 1808                                 |                                                           | Marin Daix                 |             |                                                                                          |
| Mars 1813                                | mars 1815                                                 | Rameau                     |             |                                                                                          |
| 1815                                     | 1830                                                      | Marin Daix                 |             |                                                                                          |
| 1830                                     | mai 1831                                                  | L. Mazure                  |             | Démissionnaire                                                                           |
| 13 mai 1841                              |                                                           | L. Charles Mercier         |             | Démissionnaire                                                                           |
| 23 janvier 1852                          |                                                           | Benoît Joseph Flabaut      |             |                                                                                          |
| 1871                                     | 1885                                                      | Claude Augustin Daix       |             |                                                                                          |
| 6 décembre 1885                          |                                                           | Louis Charles Justin Aubé  |             |                                                                                          |
| 18 novembre 1888                         | 1896                                                      | Amédée Louis Dartuis       |             |                                                                                          |
| 17 mai 1896                              | 1905                                                      | François Albert Guérard    |             |                                                                                          |
| 1905                                     | 1912                                                      | René Stanislas Delafond    |             |                                                                                          |
| 1912                                     | 1919                                                      | Pierre Émile Mauguin       |             |                                                                                          |
| 1919                                     | 1929                                                      | Louis Étienne Daix         |             |                                                                                          |
| 1929                                     | 1935                                                      | Jean Paul Bernard          |             |                                                                                          |
| 1935                                     | 1940                                                      | Paul Weiss                 |             | Ingénieur et haut fonctionnaire, polytechnicien                                          |
| 1940                                     | 1944                                                      | Abel Delalande             |             |                                                                                          |
| août 1944                                | novembre 1944                                             | Albert Pierret             |             | Nommé à titre provisoire                                                                 |
| 1944                                     | 1947                                                      | Maurice Girard             | PCF         |                                                                                          |
| 1947                                     | 1971                                                      | Baron Marcel de Hubsch     |             |                                                                                          |
| mars 1971                                | mars 1977                                                 | Raymond Obel               | Droite      |                                                                                          |
| mars 1977                                | mars 1983                                                 | Alain Le Vot               | PCF         |                                                                                          |
| mars 1983                                | mars 1989                                                 | Jacques Lollioz            | PS          | Formateur enseignant                                                                     |
| mars 1989                                | juin 1995                                                 | Jacques Rivallier          | UDF         |                                                                                          |
| juin 1995                                | septembre 2012,                                           | Jacques Lollioz            | PS          | Formateur enseignant retraité Démissionnaire                                             |
| septembre 2012                           | En cours (au 23 juin 2019 Réélu pour le mandat 2020-2026) | Bertrand Houillon          | PS puis G·s | Directeur de communication 13e vice-président de Saint-Quentin-en-Yvelines CA (? → 2016) |

## Équipements et services publics

### Enseignement
- École maternelle André-Gide,
- École maternelle Francis-Jammes,
- École maternelle Jean-Baptiste-Corot,
- École maternelle Petit-Prince,
- École maternelle et primaire Rosa-Bonheur,
- École primaire Albert-Samain,
- École primaire André-Gide,
- École primaire Louise-Weiss,
- École primaire Saint-Exupéry
- Collège Albert-Einstein.

## Population et société

### Démographie

#### Évolution démographique
L'évolution du nombre d'habitants est connue à travers les recensements de la population effectués dans la commune depuis 1793. Pour les communes de moins de 10 000 habitants, une enquête de recensement portant sur toute la population est réalisée tous les cinq ans, les populations de référence des années intermédiaires étant quant à elles estimées par interpolation ou extrapolation. Pour la commune, le premier recensement exhaustif entrant dans le cadre du nouveau dispositif a été réalisé en 2006.

En 2022, la commune comptait 9 353 habitants, en évolution de +1,03 % par rapport à 2016 (Yvelines : +2,72 %, France hors Mayotte : +2,11 %).
| 1793 | 1800 | 1806 | 1821 | 1831 | 1836 | 1841 | 1846 | 1851 |
| ---- | ---- | ---- | ---- | ---- | ---- | ---- | ---- | ---- |
| 506  | 476  | 523  | 456  | 442  | 440  | 475  | 426  | 474  |

| 1856 | 1861 | 1866 | 1872 | 1876 | 1881 | 1886 | 1891 | 1896 |
| ---- | ---- | ---- | ---- | ---- | ---- | ---- | ---- | ---- |
| 500  | 476  | 434  | 442  | 442  | 446  | 421  | 440  | 413  |

| 1901 | 1906 | 1911 | 1921 | 1926 | 1931 | 1936 | 1946 | 1954 |
| ---- | ---- | ---- | ---- | ---- | ---- | ---- | ---- | ---- |
| 371  | 401  | 443  | 411  | 380  | 387  | 608  | 691  | 950  |

| 1962  | 1968  | 1975  | 1982  | 1990  | 1999  | 2006  | 2011  | 2016  |
| ----- | ----- | ----- | ----- | ----- | ----- | ----- | ----- | ----- |
| 1 021 | 1 228 | 2 902 | 7 035 | 7 800 | 8 769 | 8 857 | 9 100 | 9 258 |

| 2021  | 2022  | - | - | - | - | - | - | - |
| ----- | ----- | - | - | - | - | - | - | - |
| 9 385 | 9 353 | - | - | - | - | - | - | - |

#### Pyramide des âges
En 2018, le taux de personnes d'un âge inférieur à 30 ans s'élève à 40,4 %, soit au-dessus de la moyenne départementale (38 %). À l'inverse, le taux de personnes d'âge supérieur à 60 ans est de 17,6 % la même année, alors qu'il est de 21,7 % au niveau départemental.
En 2018, la commune comptait 4 608 hommes pour 4 729 femmes, soit un taux de 50,65 % de femmes, légèrement inférieur au taux départemental (51,32 %).
Les pyramides des âges de la commune et du département s'établissent comme suit.
| Hommes | Classe d’âge | Femmes |
| ------ | ------------ | ------ |
| 0,3    | 90 ou +      | 0,3    |
| 3,6    | 75-89 ans    | 4,8    |
| 13,3   | 60-74 ans    | 12,9   |
| 22,0   | 45-59 ans    | 22,3   |
| 19,2   | 30-44 ans    | 20,6   |
| 18,1   | 15-29 ans    | 16,3   |
| 23,6   | 0-14 ans     | 22,7   |

| Hommes | Classe d’âge | Femmes |
| ------ | ------------ | ------ |
| 0,6    | 90 ou +      | 1,4    |
| 6      | 75-89 ans    | 7,8    |
| 13,5   | 60-74 ans    | 14,8   |
| 20,7   | 45-59 ans    | 20,1   |
| 19,6   | 30-44 ans    | 19,9   |
| 18,5   | 15-29 ans    | 16,8   |
| 21,2   | 0-14 ans     | 19,2   |

### Sports et loisirs

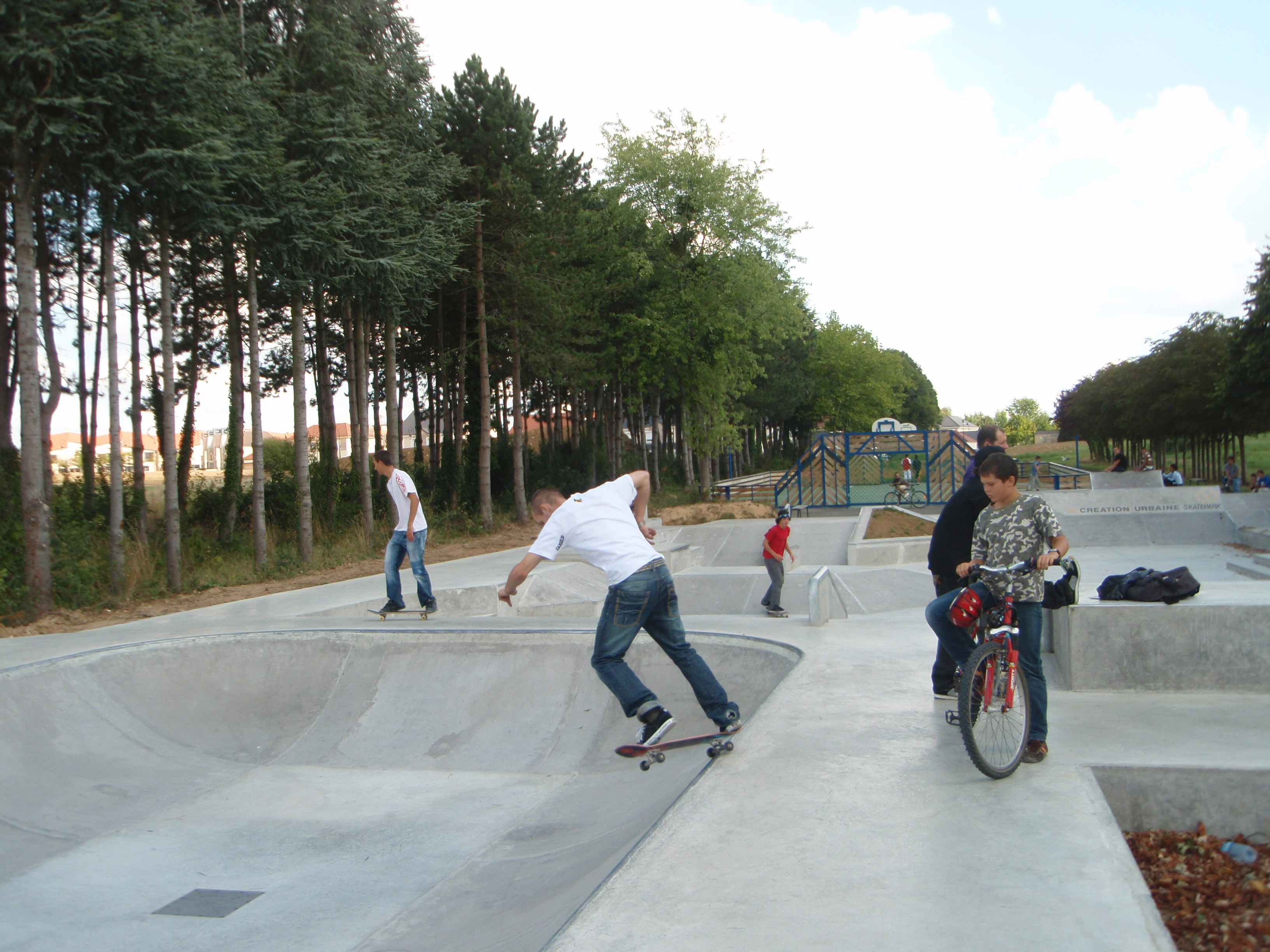
Skate Parc (2008).

Il y a 28 clubs sportifs à Magny-les-Hameaux. Par ailleurs, la commune dispose de nombreuses infrastructures sportives :
- 2 gymnases :
  - gymnase Chantal-Mauduit,
  - gymnase Auguste-Delaune.
- 3 terrains de foot,
- 7 terrains de tennis, dont 2 couverts,
- 1 terrain de pétanque (dans le quartier du Buisson)
- 1 Jardin d'Arc pour le tir à l'arc,
- 2 aires multi-sports (quartier le Buisson et Centre-Bourg)
- 1 skatepark pour la pratique du skateboard, du roller et du BMX. L'équipement a été inauguré le 17 septembre 2008.

## Économie

### Entreprises et commerces
Deux centres commerciaux de taille moyenne se trouvent sur le territoire de la commune :
- dans le quartier de l'Hôtel de Ville, autour d'un supermarché Intermarché et d'une annexe Magasin bio,
- dans le quartier du Buisson, autour de la place du 19-Mars-1962.

Quatre zones d'activités se trouvent sur le territoire communal :
- au Bois des Roches (1978, 8,2 ha), bordée par la RD 36, où sont admises les activités tertiaires, les industries légères non polluantes, et les activités de recherche,
- à Gomberville (1980, 17,9 ha), où sont admises industries, tertiaire, et stockage ; le parc est essentiellement occupé par des PME industrielles et des artisans, ainsi que par des PME commerciales au bord de la RD 195,
- au Mérantais (1986, 17,6 ha), où sont acceptées activités artisanales, tertiaires, industrielles ou de service, qui accueille plusieurs sièges d'entreprises de renom,
- aux Jeunes Bois (1996, 23 ha dont 6 sur Magny, zone partagée avec Châteaufort), qui accueille des activités tertiaires et de haute technologie.

La commune accueille de grandes entreprises comme Hilti, Colas (siège social) et la Snecma au sein du parc de Mérantais. Un campus d'innovation du groupe Safran  va être installé, à la suite du rachat des locaux occupés auparavant par Nortel, dans le parc des Jeunes Bois. L'entreprise Telehouse Europe s'est installée dans les anciens locaux de l'Aérospatiale (EADS) en centre bourg.

## Culture locale et patrimoine

### Lieux et monuments
- La maison des « Bonheur », siège du service culturel de la commune et lieu consacré aux arts plastiques . Elle appartient entre autres à Auguste Bonheur, frère de Rosa Bonheur.
- Café-culture l'Estaminet géré par la commune.
- Le pôle musical et associatif Blaise-Pascal ouvrira ses portes en septembre 2008.
- La Maison de l’environnement, des sciences et du développement durable de Saint-Quentin-en-Yvelines, équipement de la communauté d'agglomération .
- La médiathèque intercommunale Jacques-Brel.
- Ruines du château fort du XIe siècle (donjon).
- Ancienne abbaye de Port-Royal des Champs, fondée en 1204, haut lieu du jansénisme.
- Église Saint-Germain : église de style gothique des XIIe et XVe siècles. Des travaux importants de rénovation ont lieu en 2007 en 2008 (clocher, sol, électricité, chauffage) et permettront une réinstallation historique cohérente de la trentaine de dalles funéraires, patrimoine propriété de la commune, issu de l'abbaye de Port-Royal.

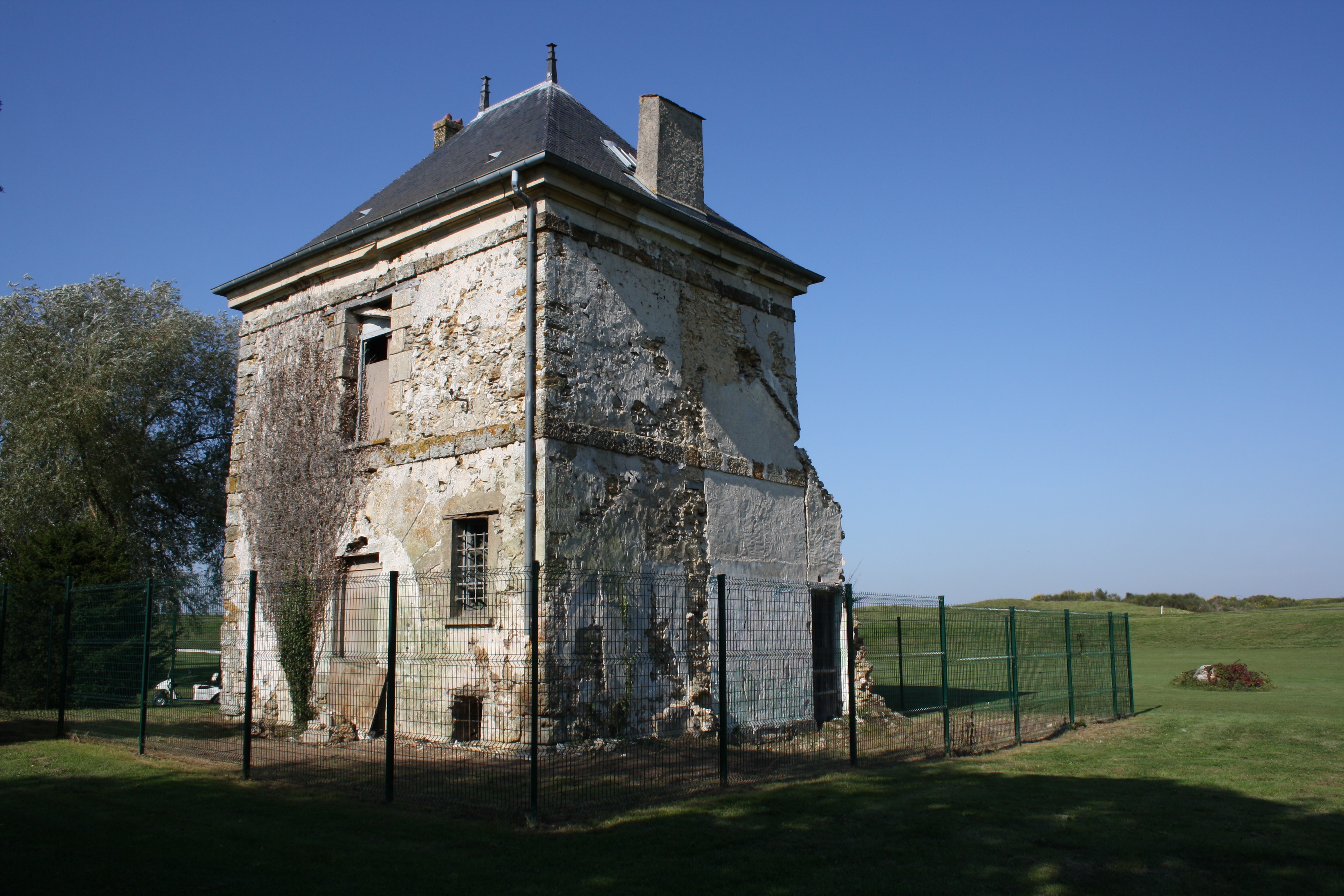
La porte de Mérantais.

- Porte de Mérantais : c'est l'une des 43 portes qui perçaient le mur d'enceinte du « Grand parc de Versailles » de Louis XIV, domaine de chasse du roi qui couvrait 10 fois la superficie du parc de Versailles actuel (dit Petit Parc).
- Le fief de Mérantais se trouve à proximité de la Porte de Mérantais. Il appartient dans la seconde moitié du XVIIIe siècle aux fermiers généraux Charles-Adrien Prévost d'Arlincourt (1718 - guillotiné le 14 mai 1794  à Paris) puis à son fils Louis-Adrien Prévost d'Arlincourt (1744 - guillotiné le 8 mai 1794 à Paris).
- Le Jardin mémorial[33] en souvenir des victimes des guerres. L'œuvre a été réalisé par la plasticienne Marie-Ange Guilleminot.
- La commune accueillait deux musées au sein de l'abbaye de Port-Royal des Champs :
- le musée national des Granges de Port Royal, consacré à l'histoire du jansénisme, situé dans le bâtiment des Petites Écoles ;
- La salle Augustin Gazier, qui présente différents objets de l'abbaye près des ruines de l'abbatiale.

On pourra également découvrir sur le site de l'abbaye de Port-Royal :
- les ruines de l'abbaye (fondations de l'abbatiale, pigeonnier, ancien moulin),
- le bâtiment des Petites Écoles, construit en 1651 par les Solitaires de Port-Royal, auquel fut ajoutée une aile à la fin du XIXe siècle,
- le logis des Solitaires, qui devrait accueillir[34] prochainement la bibliothèque du musée et un centre de recherches consacré au jansénisme et à l'histoire de la spiritualité,
- un petit oratoire néo-gothique (fin XIXe siècle) construit à l'emplacement du chevet de l'ancienne abbatiale, qui accueillit le premier musée,
- la ferme des Granges, qui fut rattachée dès 1709 à Port-Royal, où l'on peut voir l'ancienne grange à blé et un ensemble de bâtiments agricoles des XVIIe et XIXe siècles, ainsi que le puits dit de Pascal,
- un verger (reconstitution du verger planté par Robert Arnauld d'Andilly, frère de la mère Angélique Arnauld retiré aux Champs) et des jardins historiques (potager, jardin médicinal et bouquetier).

Verger, jardins potager, médicinal ou bouquetier sont animés par l'association des Amis du dehors, qui les entretient, y organise conférences, animations, et activités socio-pédagogiques ou jardinthérapie.
Les deux sites sont maintenant gérés par un groupement d'intérêt public culturel approuvé par le ministère de la Culture et de la Communication (arrêté du 6 mars 2007 portant approbation de la convention constitutive d'un groupement d'intérêt public pour une durée de 7 ans MCCB0601035A[Quoi ?].
Fête de la musique concert à l'estaminet.

### Personnalités liées à la commune
- Marin Le Roy de Gomberville (1600-1674), poète et écrivain français.
- Blaise Pascal (1623-1662), philosophe et moraliste, séjourna à Port-Royal des Champs.
- Jean Racine (1639-1699), poète tragique.
- La famille Bonheur et la famille Weiss ont vécu à Magny-Village.
- Louis Silvy (1760-1847), janséniste, est décédé à Port-Royal des Champs.
- Charles-Victor Prévost d'Arlincourt (1788-1856), écrivain, surnommé « le Prince des romantiques » né à Magny-les-Hameaux.
- Jacques Raymond Brascassat (1804-1867) a vécu dans la localité.
- Albert Samain (1858-1900), poète symboliste, mort à Magny-les-Hameaux. Il y écrivit notamment le poème Automne.
- Raymond Bonheur (1861-1939), compositeur, conseiller municipal, mort à Magny-les-Hameaux et inhumé au cimetière communal.
- André Aubert (1905-1987), architecte, y est mort.
- Nello Sforacchi (1922-2016), coureur cycliste franco-italien ayant notamment participé aux Tour de France 1948 et 1950 est décédé à Magny-les-Hameaux.
- Le joueur de tennis marocain Hicham Arazi (1973- ), a grandi dans le quartier du Buisson.
- Hélène Boucher (1908-1934), aviatrice décédée lorsque son avion s'est écrasé près de la route de la Butte-aux-Chênes au hameau de Brouessy.

### Héraldique
| Blason de Magny-les-Hameaux | Blason  | Écartelé, au premier et au quatrième d'or à trois aiglettes de sable, au second d'azur à une chapelle d'argent ombrée de pourpre, au troisième d'azur aussi à une gerbe de blé d'or accompagnée d'un arbre de sinople en pointe. |
| Blason de Magny-les-Hameaux | Détails | Le statut officiel du blason reste à déterminer. |